# Крулль, Александр
Александр Крулль (31 июля 1970, Людвигсбург, Баден-Вюртемберг) — музыкант из Германии, продюсер, вокалист немецкой группы Atrocity, бэк-вокалист германо-норвежской симфо-метал-группы Leaves’ Eyes.

## Биография
В 1985 году Александром Круллем в городе Людвигсбург была основана группа Atrocity, где он с самого начала являлся ведущим вокалистом. В 2003 году Алекс Крулль вместе со своей супругой Лив Кристин основывают Leaves’ Eyes, где Александр является уже бэк-вокалистом, как и его жена в Atrocity. Также Крулль продюсирует такие группы как Leaves’ Eyes, Elis, и Erben der Schöpfung.
Александр вегетарианец.